# Урнайр
Урнайр (грабар Ուռնայր; от ուռն (uṙn, "молот") + այր (ayr, "мужчина")) — царь Кавказской Албании из династии Аршакидов.
Согласно академической «Истории Древнего мира», Урнайр царствовал в 370-х годах. Период его царствования считается временем наивысшего могущества албанского государства. Во время армяно-персидской войны выступал на стороне Сасанида Шапура II. При нём Кавказская Албания принимает христианство в качестве государственной религии. Источники сообщают, что царь Урнайр был крещён вместе со своими приближёнными в Великой Армении (по некоторым данным их крестил сам Григорий Просветитель). Таким образом при нём христианство было введено из Армении как государственная религия Албании.